# Antipathella
Antipathella Brook, 1889 è un genere di esacoralli della famiglia Myriopathidae..

## Tassonomia
Comprende le seguenti specie:
- Antipathella aperta (Totton, 1923)
- Antipathella fiordensis (Grange, 1990)
- Antipathella strigosa Brook, 1889
- Antipathella subpinnata (Ellis & Solander, 1786)
- Antipathella wollastoni (Gray, 1857)

## Distribuzione e habitat
Il genere è presente nel mar Mediterraneo (A. subpinnata), nell'oceano Atlantico nord-orientale  (A. wollastoni) e nel Pacifico meridionale  (A. aperta, A.strigosa, A. fiordensis).